# IC 1605
IC 1605 је спирална галаксија у сазвјежђу Феникс која се налази на листи објеката дубоког неба у Индекс каталогу.
Деклинација објекта је - 48° 54' 10" а ректасцензија 0h 57m 37,4s. Привидна величина (магнитуда) објекта IC 1605 износи 12,9 а фотографска магнитуда 13,7. IC 1605 је још познат и под ознакама ESO 195-19, FAIR 671, AM 0055-491, IRAS 00553-4910, PGC 3436.